# هیروفسکی ۳۰۶۹
سیارک ۳۰۶۹ (به انگلیسی: 3069 Heyrovsky، نامگذاری:1982UG2) سه هزار و شصت و نهمین سیارک کشف شده‌است که در ۱۶ اکتبر ۱۹۸۲ کشف شد.
قدر مطلق سیارک برابر ۱۳٫۸۰ است.